# Daniel Lascelles (1655-1734)
Daniel Lascelles (6 novembre 1655 - 5 septembre 1734), propriétaire terrien anglais et homme politique de Stank et Northallerton, North Riding, Yorkshire.

## Biographie
Il est élu à la Chambre des communes en tant que député de Northallerton lors d'une élection partielle le 3 février 1702. Il ne s'est pas présenté aux élections suivantes. Il est également haut shérif du Yorkshire en 1718-1719.
Lascelles est le fils de Francis Lascelles (1612-1667) de Stank Hall Kirby Sigston Yorkshire et de sa femme Frances, fille de Sir William St Quintin (1579-1649), baronnet de Harpham Yorkshire. Francis Lascelles, régicide (pour lequel on lui a accordé une indemnité) et dissident a été colonel dans l'armée du Parlement et député du Yorkshire du nord en 1653. Les relations commerciales de Francis s'étendent à l'Irlande et à la Barbade.
Daniel Lascelles se marie deux fois.
Par sa première épouse Margaret Metcalfe (morte en 1690) fille et héritière de William Metcalfe de Northallerton, il a neuf enfants; dont :
- George Lascelles (1681-1729), un marchand de la Barbade, décédé à son domicile de Fenchurch Street, à Londres, le 12 février 1729[1].
- Henri Lascelles (1690-1753) (en)

Par sa seconde épouse Mary Lascelles (1662-1734) : fille du parent Edward Lascelles, marchand de la Barbade et de Stoke Newington Londres :
- Edward Lascelles (1702-1747), père d'Edward Lascelles 1er comte de Harewood
- Francis Lascelles, mort jeune